# Parque nacional de Akagera

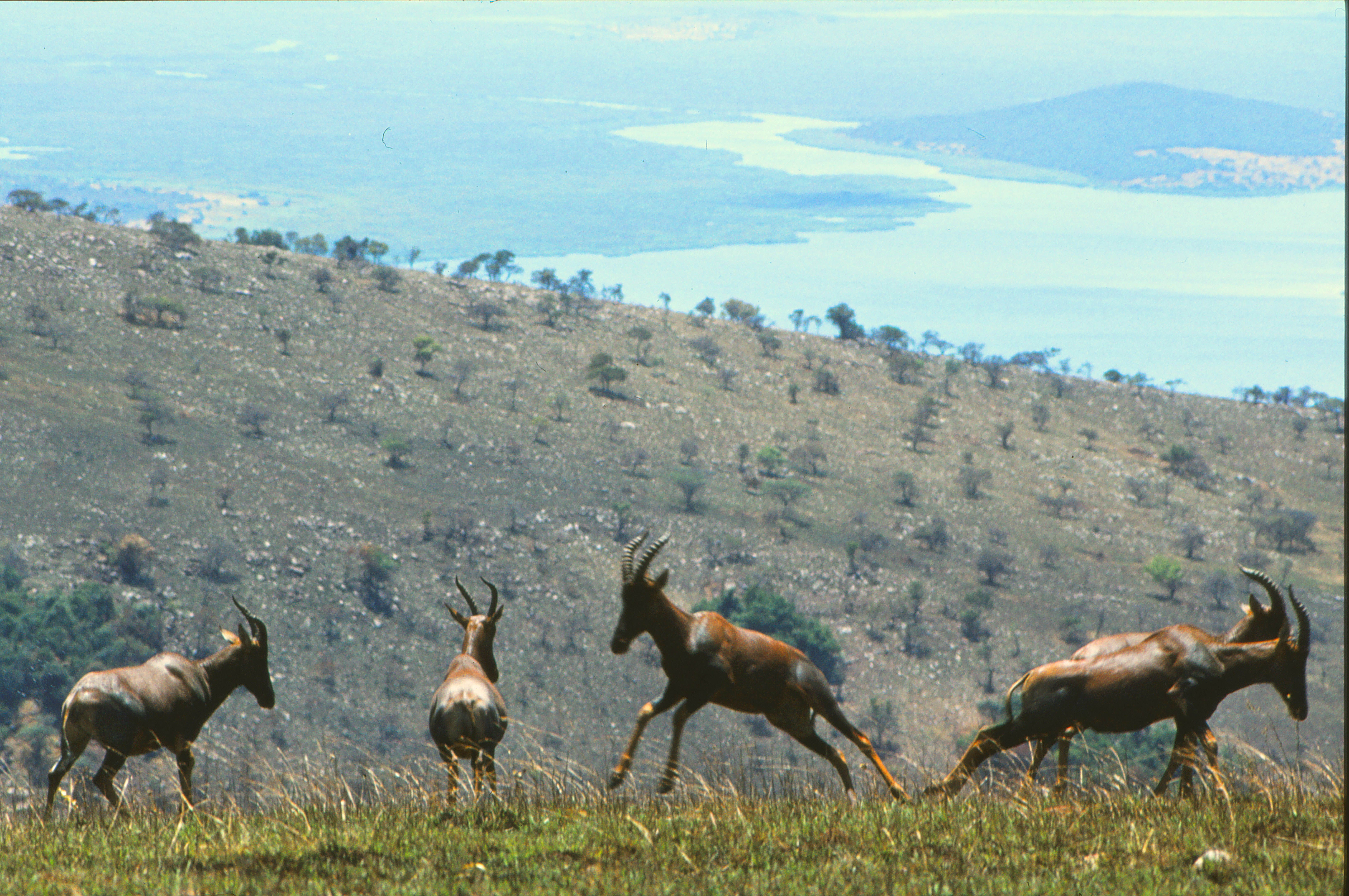
Topi en el valle de Kagera.

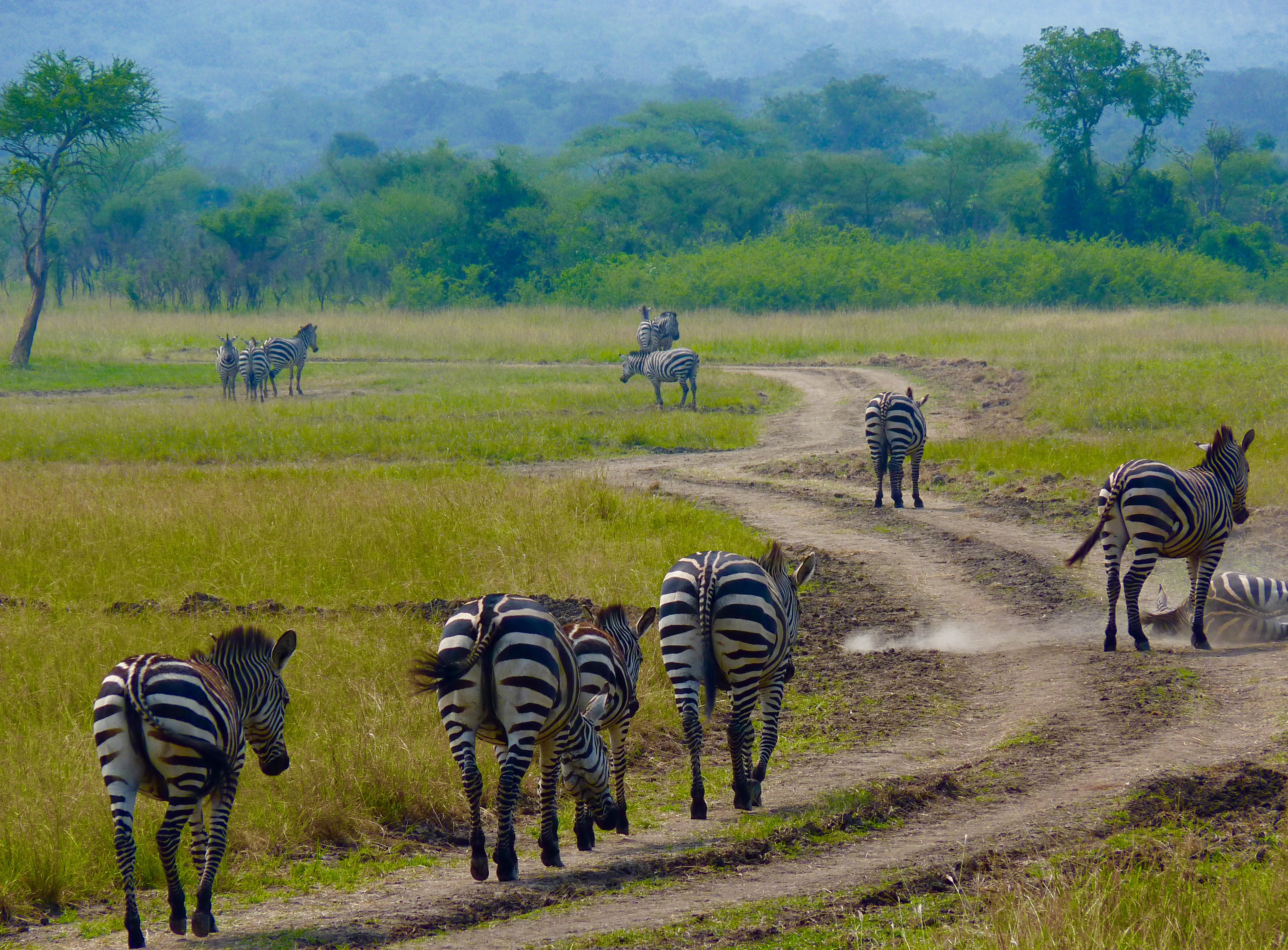
Parque nacional de Akagera

El parque nacional de Akagera  es un parque nacional de un tamaño de 2500 km², lo que supone casi el 10% de la superficie total del país (26.338 km²). Está situado al norte de Ruanda, cerca de la frontera con Tanzania. El parque fue creado en 1934 con el fin de proteger a los animales de la sabana, así como sus montañas y pantanos. Los lagos Shakani y Ihema están situados dentro del recinto del parque. El parque debe su nombre al río Kagera que lo atraviesa.
Una gran parte de la sabana del parque se vio mermada a finales de los años 1990 debido a los campos de refugiados que se establecieron tras el Genocidio de Ruanda. Los animales abandonaron la región durante el conflicto para retornar más tarde.